# Italia 1
Italia 1 este o televiziune privată italiană care face parte din grupul media Mediaset deținut de omul de afaceri Silvio Berlusconi. Canalul se adresează în special publicului tânăr.

## Anii '80
Realizata in 3 ianuarie 1982 de Edilio Rusconi era o rețea sustiuta 18 regionale de radiodifuziune (liderul a fost Antenna Nord) pentru a transmite pe teritoriul italian. La 6 septembrie 1982, cu toate acestea, Rusconi a semnat un acord de colaborare cu Silvio Berlusconi, proprietar al televiziunii Canale 5; in 30 noiembrie, grupul Fininvest să achiziționează la prețul de 29 de miliarde de lire aproximativ 51% din rețea, care var fi, apoi, fuzionata cu Canale 10, deținută de Silvio Berlusconi, pentru a fonda noua Italia 1, a doua televiziune Fininvest adresată tineretului. În primii ani de emisie, canalul dobândește o bună reputație datorită unelor programe cum ar fi Drive In, transmisiune cult din anii '80, sau Bim Bum Bam (deja difuzate de Antenna Nord) și desene animate (inclusiv Smurfii).